# Manchester University Press
Die Manchester University Press an der University of Manchester ist ein 1904 gegründeter Universitätsverlag. Nach der Oxford University Press und der Cambridge University Press ist es der drittgrößte des Vereinigten Königreichs. Das Programm umfasst mehr als 140 Neuerscheinungen pro Jahr. Neben Büchern werden auch Fachzeitschriften verlegt. Dazu gehören u. a. Film Studies, Gothic Studies, International Journal of Electrical Engineering Education, James Baldwin Review und Irish Journal of Sociology. Zu den wichtigen Verlagsleitern der Anfangszeit gehörten die Historiker James Tait und Thomas Frederick Tout.
Über den Uniform Resource Locator manchesteropenhive.com stellt der Verlag ausgewählte Inhalte seines Programms  online frei zugänglich zur Verfügung.